# З холодним серцем
«З холодним серцем», «Холоднокровне вбивство» (англ. In Cold Blood) — роман американського письменника Трумена Капоте, вперше опублікований у 1966 році. Трумен Капоте дізнався про цей жахливий злочин ще до того, як він був розкритий. Він вирішив написати про нього документальну книгу і, прихопивши з собою свою відому подругу Гарпер Лі, вирушив до Канзасу. Разом письменники взяли інтерв'ю у місцевих жителів, поліцейських, що розслідували справу, та, врешті врешт, у вбивць, після їх затримання. Труман зібрав 8000 сторінок матеріалів, на обробку яких та написання книги він витратив більше шести років. Кілька років працював відомий американський письменник Трумен Капоте, щоб відтворити в художній формі детальну історію цього „звичайного” для сучасної Америки вбивства. Його „роман без вигадки”, як називає книжку сам автор, переконливо розкриває психологічні, моральні й соціальні причини злочину, об'єктивно являючи собою гнівне звинувачення американського способу життя. Роман перекладений на багато мов, він відомий нині в усьому світі. Сам Капоте називав цей твір “бездоганним за фактажем”, але нові докази дозволяють припускати, що події у книжці відрізняються від тих, що сталися насправді.

## Сюжет
Сюжет засновано на реальних подіях. У ніч на 15 листопада 1959 року в містечку Голкомб, штат Канзас, було вбито у власному домі родину фермерів Клатерів — господаря, його дружину, сина та доньку. Річард Хікок і Перрі Сміт прийшли до будинку Клаттерів з метою порграбування. Після того, як їм не вдалось знайти гроші вони холоднокровно застрелили Герберта Клаттера, його дружину Бонні та двох дітей, шістнадцятерічну Ненсі та пятнадцятирічного Кеньона. Вартість життя чотирьох людей склала менше 50 доларів. Вбивць знайшли через шість тижнів після скоєння злочину. 30 грудня 1959 року Пері Сміта та Річард Гікока впіймали в Лас-Вегасі. Після п'ятирічного судового процесу підсудних визнали винними. 14 квітня 1965 року їх було страчено в тюрмі штату Канзас.

## Персонажі
- Річард «Дік» Гікок — вбивця.
- Пері Сміт — вбивця.
- Герберт Клатер — голова родини Клатерів.
- Боні Клатер — дружина Герберта Клатера.
- Ненсі Клатер — донька Герберта і Боні.
- Кеньон Клаттер — син Герберта і Боні.
- Елвін Дьюї — детектив, який розслідував справу вбивства родини Клатерів.

## Український переклад
Українською мовою роман переклав Володимир Митрофанов.
- З холодним серцем: правдива історія одного вбивства та його наслідків / Трумен Капоте. — Київ: Молодь, 1970. — 263 с.

## Екранізації
- 1967 — «Холоднокровне вбивство» / англ. «In Cold Blood»
- 2005 — «Капоте» / англ. «Capote»
- 2006 — «Погана слава» / англ. «Infamous»